# G1 (Sturmgewehr)
Das Sturmgewehr G1 (auch als FN-Gewehr bezeichnet) war ab 1956 das erste Standardgewehr der Bundeswehr. Es wurde ab 1959 durch das G3 abgelöst, da die Bundesregierung die Standardwaffe der Bundeswehr im eigenen Land fertigen lassen wollte. Darüber hinaus wurde es in Westdeutschland von den Bereitschaftspolizeien der Länder und beim Bundesgrenzschutz verwendet.

## Geschichte
Der Originalname des Ursprungsmodells ist FN FAL (Fabrique Nationale – Fusil Automatique Leger). Es wurde von der belgischen Fabrique Nationale entwickelt und war im 20. Jahrhundert das am weitesten verbreitete Sturmgewehr in der westlichen Welt; es wurde von mindestens 70 Ländern eingesetzt und wird teilweise noch heute verwendet. Der erste Prototyp wurde 1946 von Dieudonné Saive entwickelt, der zur gleichen Zeit am SAFN 49 arbeitete. Aus diesem Grund sind sich beide Modelle technisch sehr ähnlich.

## Technik
Das G1 ist ein Gasdrucklader mit Kippblockverschluss und kurzem Gaskolben. Die Schließfeder befindet sich im Kolben. Das G1 verfügte über eine Gasreguliereinrichtung, um den Gasdruck an den Verschmutzungsgrad der Waffe angleichen zu können. Es wurden 20-Schuss-Stangenmagazine verwendet.
Die Gewehre für die Bundeswehr verfügten im Unterschied zum Original über einen Handschutz aus Blech mit horizontalen Sicken, einen langen Mündungsfeuerdämpfer und eine Schulterstütze aus Holz.
Auch ein Bajonett konnte auf das Rohr aufgesetzt werden. Dieses wurde an die Truppe aber kaum ausgegeben.
Das G1 war im Vergleich zu seinem Nachfolger G3 recht pflegeaufwendig. Die Reinigung des Gaszylinders, in dem sich schwer zu beseitigende Verschmutzung bildete, war laut Vorschrift der Bundeswehr durch den Waffenunteroffizier vorzunehmen.